# Kottaram
Kottaram es una ciudad y nagar Panchayat situada en el distrito de Kanyakumari en el estado de Tamil Nadu (India). Su población es de 11055 habitantes (2011).

## Demografía
Según el censo de 2011 la población de Kottaram era de 11055 habitantes, de los cuales 5495 eran hombres y 5560 eran mujeres. Kottaram tiene una tasa media de alfabetización del 92,30%, superior a la media estatal del 80,09%: la alfabetización masculina es del 93,64%, y la alfabetización femenina del 90,97%.